# Syahrini
Rini Fatimah Jaelani (1 de agosto de 1980, Sukabumi), conocida artísticamente como Syahrini. Es una cantante y actriz indonesia. Syahrini pasó su infancia en Sukabumi y ella se graduó en la carrera de Derecho en la Universidad de Pakuan en Bogor. Su primer álbum que lanzó fue "My Lovely", publicado en 2008. Antes de lanzar su primer álbum, interpretó una canción para la banda sonora de compilación de una película llamada "Coklat Stroberi" (chocolate y fresa), titulado también como "Tatapan Cinta".

## Carrera
En 2008, ella lanzó su primer álbum pop titulado, My Lovely, con "Bohong" (Mentiras) y "My Lovely", como sus primeros singles. Ella colaboró con compositores, tales como Dewiq y Widianto Yovie. A mediados de 2009, Syahrini lanzó su sencillo titulado "Pusing Setengah Mati". Ella escribió su propia canción.
A finales de 2009, se reunió Syahrini con Anang Hermansyah en un programa de televisión. La cooperación entre ellos mismos, hizo que Syahrini ganara fama, con "Jangan Memilih Aku" (No para elegir) y "Terakhir Cinta" (Last Love), como sus singles a dúo.
En 2010, interpretó otro tema musical titulado "Biasa Aku Tak" (Yo no estoy acostumbrada a). Ella cambió su imagen para darse a conocer como una cantante profesional más independiente.
En el 2015, subió al escenario del Ultra Japan 2015  en el set del gran DJ/Productor Dash Berlin.

## Discografía
- My Lovely - 2008
- Jangan Memilih Aku (with Anang) - 2009

## Filmografía
- The Maling Kuburans, 2009
- Baik-Baik Sayang, 2011